# Gruppe 84. Bonner Literaturverein
Gruppe 84. Bonner Literaturverein e. V. war ein Bonner Zusammenschluss von Autoren, der sich rund um die Literaturzeitschrift bonnmot bildete. Seine Aktivitäten waren, neben denen der anderen literarischen Vereinigungen der Stadt, prägend für die Bonner Literaturszene der späten 1980er  und frühen 1990er Jahre.

## Entstehung
Die Gruppe 84. Bonner Literaturverein e. V. wurde 1984 im Umfeld des Germanistischen Seminars der Rheinischen Friedrich-Wilhelms-Universität Bonn von Hans Altmeyer, David Boventer, Heike Friauf, Johann-Christian Gleisberg, Bettina Knief, Markus Rettich und Kerstin Wenzel ins Leben gerufen. Die Eintragung ins Vereinsregister beim Amtsgericht Bonn erfolgte am 28. März 1985 unter der Nummer VR 5134. Der Name des Vereins sollte ironisch auf die Gruppe 47 anspielen, darüber hinaus wurden aber keine expliziten konzeptionellen Parallelen zu dem historischen Vorbild formuliert.
Vorstandsvorsitzender war zuletzt Udo Weinbörner, die stellvertretende Vorsitzende und Schatzmeisterin war Waltraud Post, Schriftführer war Andreas Fieberg.

## Zielsetzung
Das Anliegen des Vereins war nach eigener Darstellung die Förderung der deutschen Literatur, insbesondere aber derer, die „mit der Produktion von Literatur erst am Anfang stehen und auf tatkräftige Unterstützung angewiesen sind“. Die Gruppe wandte sich daher naturgemäß in erster Linie an nicht etablierte, nicht professionelle Autorinnen und Autoren.

## Publikationen des Vereins
Erster Vereinszweck war die Herausgabe der Literaturzeitschrift bonnmot (Eigenschreibweise: bonnmot), von der im Laufe ihrer Existenz insgesamt fünf Ausgaben erschienen (die letzte als Doppelausgabe). Zitat aus dem Vorwort zur ersten Ausgabe: „bonnmot enthält Beiträge, die über oder in Form von Literatur Gedanken und Gefühle vermitteln wollen. bonnmot sollte mit Aufmerksamkeit und dem Bemühen um Verständnis gelesen werden. bonnmot bereitet Schwierigkeiten. bonnmot enthält im wesentlichen Stücke von Amateuren. (…) bonnmot will bewegen. bonnmot liegt nicht im Trend der Zeit. (…) Die Gruppe 84 ist nicht zeitgemäß, nicht etabliert und tanzt aus der Reihe. Die Gruppe 84 bildet sich hierauf etwas ein. Die Gruppe 84 ist eingebildet. (…) Die Gruppe 84 bittet Dich, bonnmot in Ruhe zu lesen und in einen inneren Dialog mit den Schreibern zu treten. Das ist der Sinn der Sache.“
Die Besetzung der Redaktion wechselte mehrfach. Von den Gründungsmitgliedern waren 1985/1986 Hans Altmeyer, Johann-Christian Gleisberg und Markus Rettich übrig geblieben, neu hinzu kamen Andreas Fieberg, Michael Grote, Martin Heiermann und Hans Reichert. Nach dem Ausscheiden eines Großteils der Mitglieder bestand die Redaktion ab 1987 nunmehr aus Andreas Fieberg, Birgit Metzler und Irmtraut Petersson.
Neben bonnmot gab es eine bonnmot-Leseheft-Reihe, die vier Nummern umfasste, eine davon betitelt mit Bonn literarisch. Geschichten und Gedichte der Gruppe 84, einer Anthologie mit 27 Bonner Autoren.

## Sonstige Vereinsaktivitäten
Der Verein trat insbesondere in den Jahren 1986 bis 1988 mit zahlreichen Lesungen an die Öffentlichkeit; für den genannten Zeitraum sind knapp 30 Auftritte verzeichnet. Herausragendes Ereignis war die Veranstaltung NRW – Nordrheinische Worte, die am 26. April 1986 im damaligen Bonn-Center am Bundeskanzlerplatz unter Beteiligung prominenter Gäste stattfand, wie Josef Reding, Jörg Bong, Ernst-Edmund Keil, Michael Starcke, Ludwig Verbeek und Volkmar Zühlsdorff.
Für Autorinnen und Autoren, die nicht bei den Publikationen oder den Veranstaltungen eingebunden waren, gab es regelmäßig offene Treffen, bei denen aus Texten vorgetragen und darüber diskutiert wurde.
Anfang der 1990er Jahre stellte der Verein seine Tätigkeit ein.